# Михеев, Валентин Петрович
Валентин Петрович Михеев (бел. Валянцін Пятровіч Міхееў; род. 6 марта 1979, Жодино, Минская область) — белорусский футболист, выступавший на позиции нападающего, тренер.

## Карьера
Воспитанник жодинского футбола, позже присоединившись к местному «Торпедо». В клубе футболист провёл несколько сезонов, став одним из основных игроков. В начале 1999 года футболист перешёл в «Лиду». Дебютировал за клуб футболист 11 апреля 1999 года в матче против витебского «Локомотива-96», выйдя на поле в стартовом составе. Дебютный гол за клуб футболист забил 17 июня 1999 года в матче против «Молодечно». По окончании сезона футболист покинул клуб. Позже футболист выступал также за клубы «Академия Славия Минск», микашевичский «Гранит», а в 2002 году вернулся в «Лиду». В 2003 году футболист выступал за дублирующий состав мозырской «Славии». В 2005 году футболист стал игроком «Молодечно», после окончания сезона завершив профессиональную карьеру игрока.

## Тренерская карьера
В начале 2010 года стал главным тренером юношеской Беларуси до 17 лет. Позже специалист продолжал возглавлять юношеские белорусские сборные различных возрастов, также при этом был ассистентом главного тренера в молодёжной сборной Беларуси. В августе 2013 года стал главным тренером «Берёзы-2010». В декабре 2014 года покинул пост главного тренера клуба. В 2017 году Михеев вернулся к тренерской работе, возглавив в юношеские белорусские сборные до 16 лет и до 17 лет. В 2018 году ассистентом главного тренера юношеской сборной Беларуси до 19 лет. 
В 2020 году присоединился к футбольной академии борисовского БАТЭ, где начал тренировать юношеские и молодёжные составы. В январе 2022 года специалист покинул борисовский БАТЭ и вскоре присоединился к жодинскому «Торпедо-БелАЗ», став главным тренером дублирующего состава. В 2024 году возглавил «Торпедо-БелАЗ-2», который состоял из игроком дублирующего состава, вместе с которым отправился выступать в Первую лигу. В январе 2025 года стал ассистентом главного тренера в основной команде «Торпедо-БелАЗ».